# Biomasseheizwerk

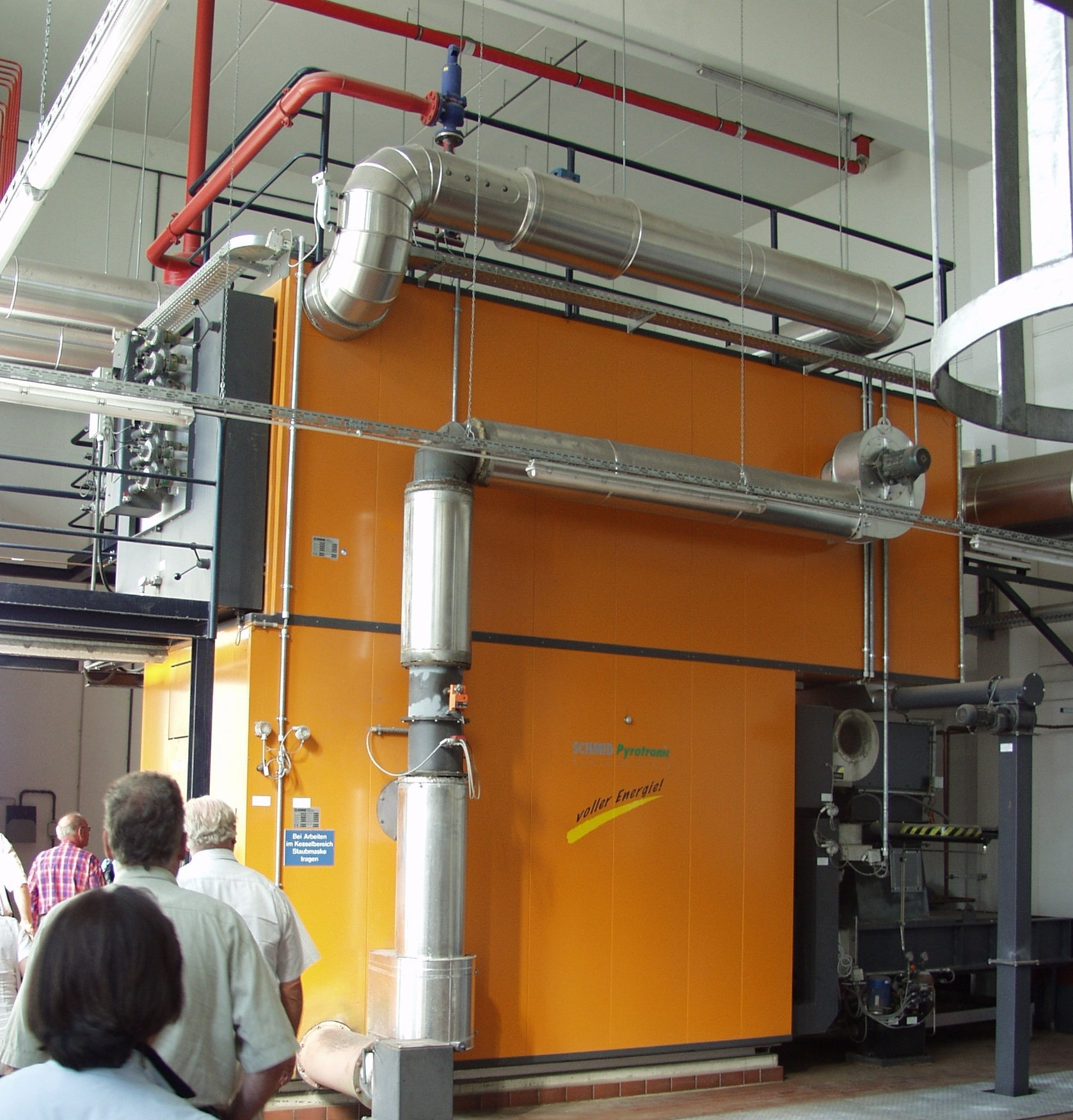
2-MW-Biomasseheizwerk in Lübeck mit Holzhackschnitzel als Brennstoff

Ein Biomasseheizwerk (BMHW) ist ein Heizwerk, das als Brennstoff Biomasse einsetzt. Die erzeugte Wärme wird in Form von Heißwasser oder Dampf über ein Wärmenetz an die Abnehmer geliefert. Im Gegensatz zum Biomassekraftwerk und zum Biomasseheizkraftwerk wird keine elektrische Energie erzeugt.
Befindet sich die Anlage im zu beheizenden Gebäude, spricht man, je nach Brennstoff, z. B. von Holzheizung, Hackschnitzelheizung, Pelletheizung usw.

## Funktion

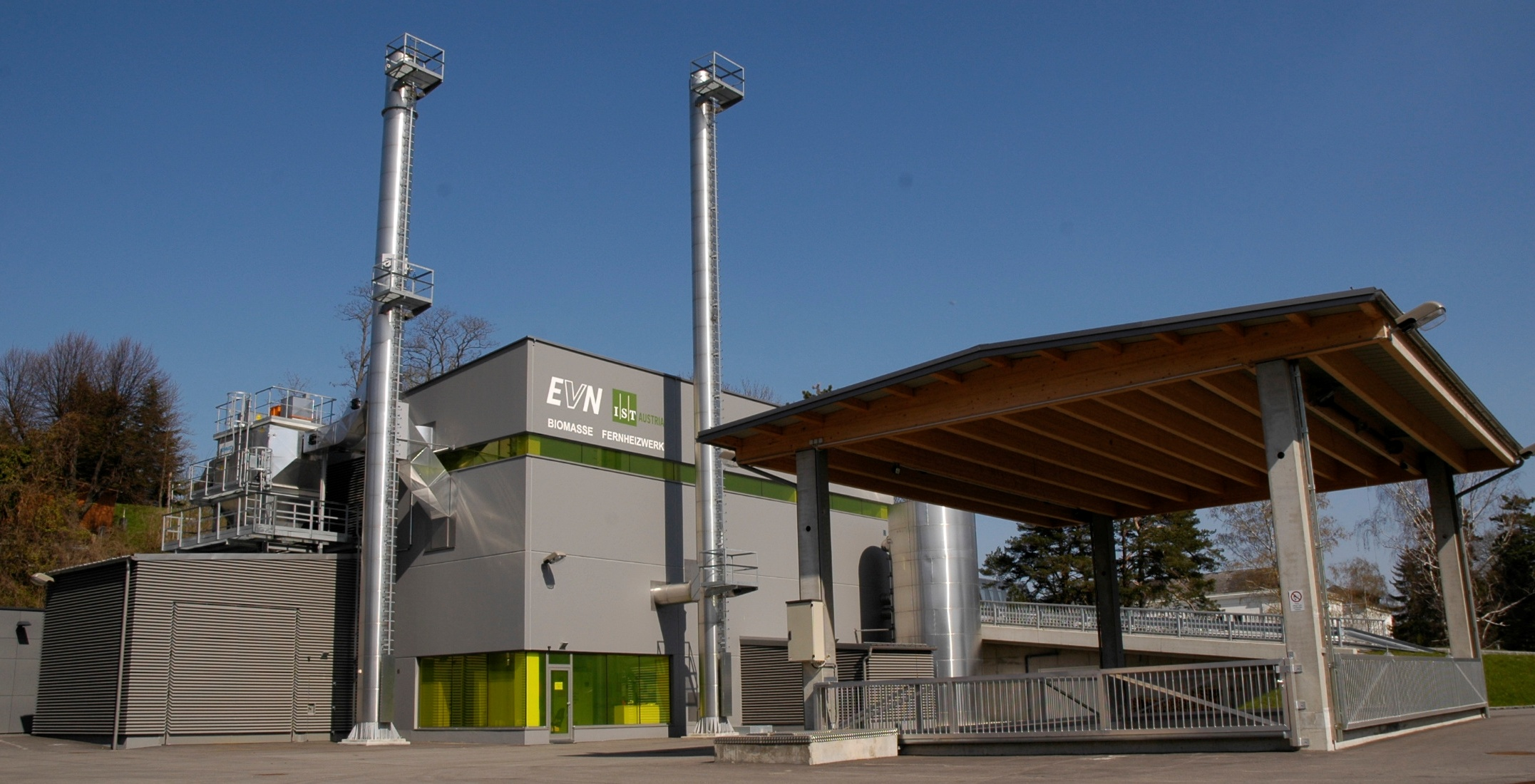
Außenansicht eines 6-MW-Biomasseheizwerkes in Maria Gugging mit dem Brennstoff Holzhackschnitzel, die in den rechts abgebildeten Bunker abgekippt werden

Ein Biomasseheizwerk verwendet als Brennstoff Biomasse, unterscheidet sich in der Funktion ansonsten aber nicht von einem konventionellen Heizwerk. Es findet eine zentrale Erzeugung von Wärme oder Dampf in einem Heiz- oder Dampfkessel statt. Über ein Nah- oder Fernwärme-Netz erfolgt die Verteilung. Abnehmer sind große Wohn-, Geschäfts-, Verwaltungsgebäude oder andere Verbraucher mit hohem Raumwärmebedarf, Prozesswärmebedarf (oder Wärmebedarf (z. B. Schwimmbäder)). Vorteile der zentralen Wärmebereitstellung ist, dass nicht jeder Haushalt einen eigenen Heizkessel benötigt. Zudem ist eine bessere Abgasreinigung möglich. Nachteilig sind die hohen Kosten und Leitungsverluste im Wärmenetz.
Heute werden Biomasseheizwerke zumeist für den Leistungsbereich von 300 bis 20.000 kW errichtet und haben zur Abdeckung der Lastspitzen einen fossil befeuerten Ausfalls- und Spitzenlastreserve-Kessel für Reservezwecke. Größere Anlagen, also mit einer Gesamtleistung ab ca. 10.000 kW, werden bevorzugt als (Biomasse-)Heizkraftwerken errichtet, in denen durch Kraft-Wärme-Kopplung eine kombinierte Erzeugung von Strom und Wärme stattfindet.
Ein Biomasseheizwerk hat immer einen eigenen Baukörper und besteht im Allgemeinen aus folgenden Anlagenteilen: 
Brennstofflager, Brennstofftransporteinrichtung (z. B. Dickstoffpumpe, Schubboden, Schneckenförderer, Trogkettenförderer), Kesselbeschickung, Brenn- oder Feuerkammer, Wärmetauscher, Rauchgasreinigungszyklon, Elektrofilter, Schornstein, Entaschung und Aschecontainer.

## Brennstoffe

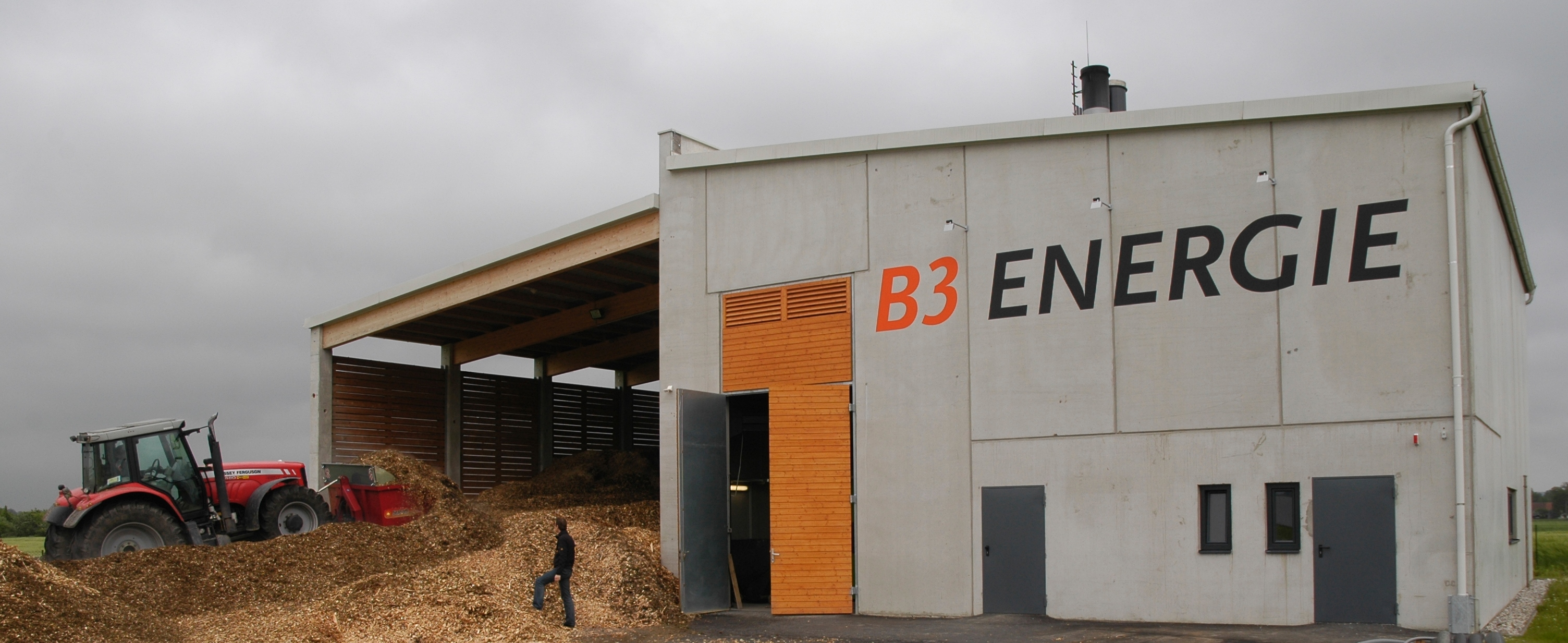
Außenansicht eines 5-MW-Biomasseheizwerkes in Mauthausen mit dem Brennstoff Holzhackschnitzel, die in die Lagerhalle neben dem Heizwerk gekippt werden. Biomassekesselleistung 2 MW, Ölkesselleistung 3 MW

Häufig eingesetzte Brennstoffe sind Sägespäne, Sägerestholz, Rinde, Waldhackgut, unbehandelte Resthölzer und/oder Pellets.
Die Nutzung von Bioenergie, wie z. B. Wärme aus Biomasseheizwerken, wird durch Gesetze wie das Erneuerbare-Energien-Wärmegesetz (EEWG) gefördert, da sie unter anderem ökologische Vorteile hat. (siehe Hauptartikel Bioenergie und Klimaneutralität)
Die Nutzung von Waldhackgut wird teilweise diskutiert, da dies die Nutzung des Ökosystems Wald und damit den Entzug von Nährstoffen erhöhen würde. In Biomasseheizwerken stellt Waldhackgut jedoch nur einen Teil des Brennstoffs dar.

## Historische Entwicklung
In den vergangenen beiden Jahrzehnten wurden Biomasseheizwerke neu gebaut. Ende der 1980er Jahre nahm die Nutzung von Brennholz ab, da die vollautomatische Wärmebereitstellung durch Öl- und Gasheizung deutlich komfortabler war. Um die Nutzung von Holz zu ermöglichen, begannen einzelne Landesregierungen in Österreich, den Ausbau von Fernwärme zu fördern. Vorreiter war hier das Bundesland Salzburg, und so entstanden in Lofer, Lamprechtshausen, Bramberg am Wildkogel usw. die ersten Biomasseheizwerke mit Fernwärme vor/um 1990. Später schufen auch andere Regierungen wie Niederösterreich oder Bayern durch Investitionsförderungen eine wirtschaftliche Grundlage, sodass in den genannten Bundesländern um das Jahr 2000 zahlreiche Anlagen errichtet waren.
Ab dem Jahr 2000 begannen die Regierungen der Europäischen Union den Ausbau der Biomassenutzung zu fördern. Heute üblich sind staatliche Förderungen für den Aufbau von Biomasseheizwerken in der Höhe von bis zu 30 % der Investitionen. In Österreich wurden beispielsweise seither mehr als 1000 Biomasseheizwerke mit einer Kesselleistung von mehr als 500 kW errichtet, die teilweise gesamte Orte, teilweise nur Industriebetriebe mit Wärme versorgen.

## Heutiger Stand

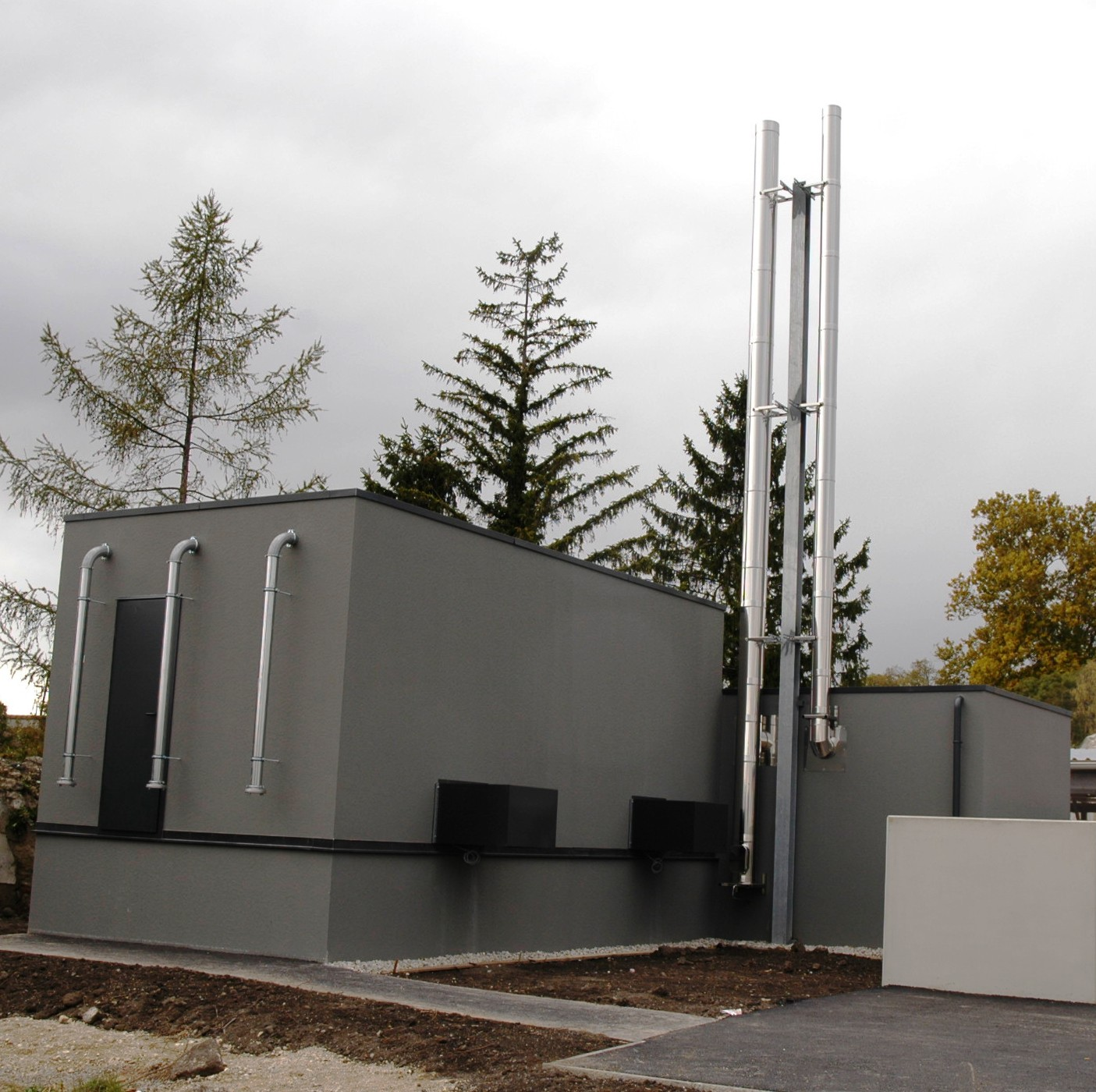
Außenansicht eines 300-kW-Biomasseheizwerkes mit Pellets als Brennstoff

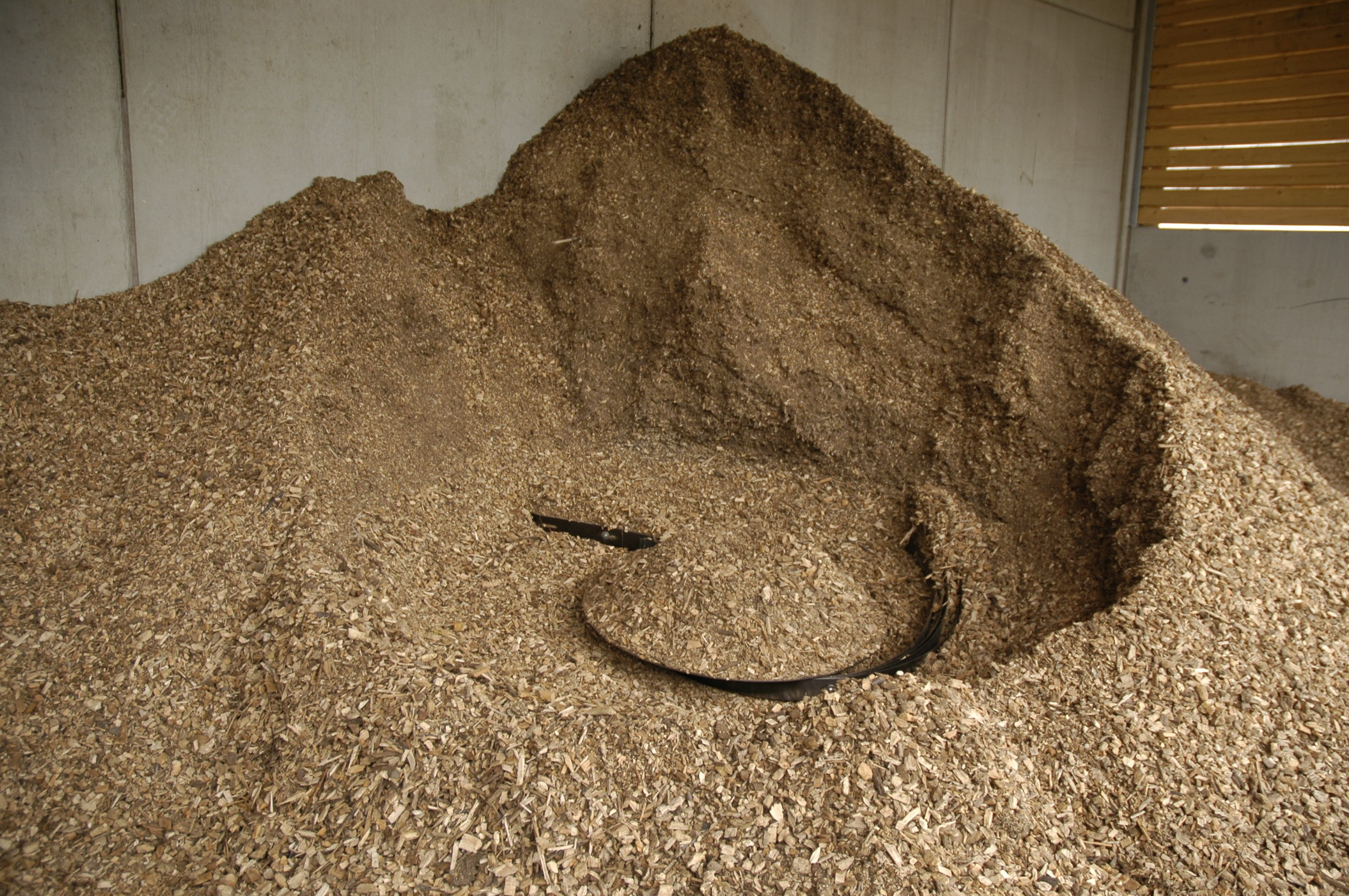
Raumaustragung von Hackschnitzel aus einem Brennstofflagerbunker zum Heizkessel

Biomasseheizwerke werden heute mit einem biogenen Leistungsbereich zwischen 300 kW und 5 MW errichtet. Kleinere Einheiten werden zumeist im wärmeabnehmenden Objekt aufgestellt, größere Einheiten erzeugen meist als Biomasseheizkraftwerke sowohl Strom als auch Wärme. Durch die Weiterentwicklung des Organic-Rankine-Cycle-Prozesses (ORC) kann die Stromerzeugung in Heizwerken (Heizkraftwerken) wirtschaftlich werden.
Die Stromerzeugung bei Biomasseheizkraftwerken wird im Rahmen des Erneuerbare-Energien-Gesetz (EEG) gefördert. Insbesondere Anlagen mit geringer Leistung erhalten einen Vergütungsaufschlag auf Strom, der in das Netz eingespeist wird.
In Deutschland bestehen mehr als 1200 Biomasseheizwerke mit einer Leistung von größer 500 kW thermisch. Die gesamte Biowärme im Jahre 2009 aus fester Biomasse betrug 95 TWh oder 7 % des gesamten Marktes am Wärmesektor, wobei sich der Marktanteil innerhalb der vorhergehenden fünf Jahre nahezu verdoppelt hatte.